# Johan Thomas Lundbye

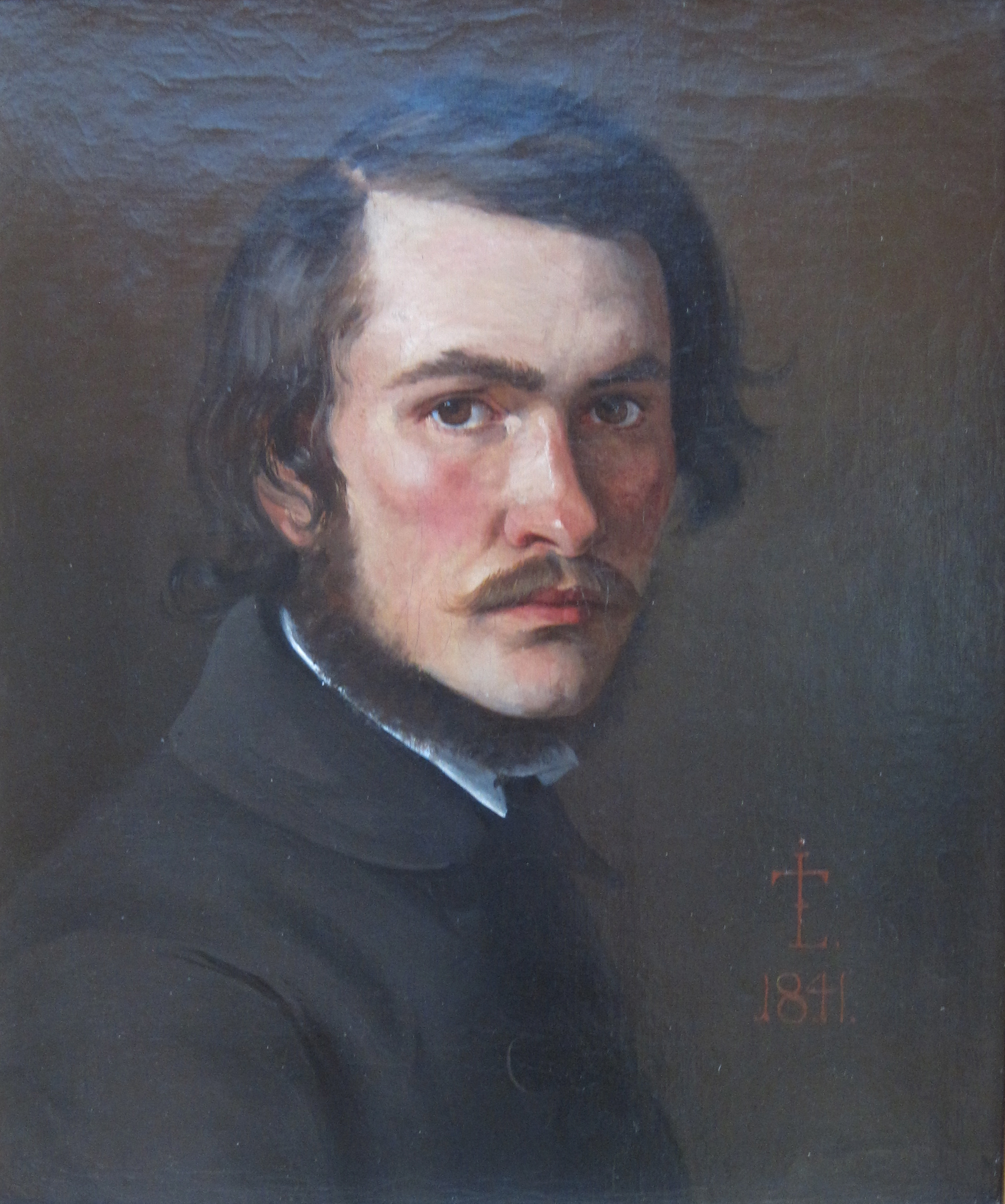
Lundbye, zelfportret, 1841

Johan Thomas Lundbye (Kalundborg, 1 september 1818 - nabij Bedsted, 25 april 1848) was een Deens kunstschilder, vooral bekend door zijn landschappen. Hij wordt gerekend tot de Deense Gouden Eeuw.

## Leven en werk
Lundbye studeerde aan de Koninklijke Deense Kunstacademie, waar hij een levenslange vriendschap sloot met medestudenten  P.C. Skovgaard en Lorenz Frølich. In zijn vroege jaren maakte hij veel dierschilderijen, maar na het afronden van zijn studie, in 1842, zou hij vrijwel uitsluitend nog landschappen schilderen. Daarbij werd hij geïnspireerd door de nationalistisch-romantische kunstvisie van criticus en kunsthistoricus Niels Laurits Høyen, die het karakteristieke van het Deense landschap onderzocht. Lundbye werd ook sterk beïnvloed door zeventiende-eeuwse Hollandse landschapschilders, als Jan van Goyen en Albert Cuyp.
In 1845-1846 reisde Lundbye door Europa, met name door Duitsland, waarna hij zich vestigde op het platteland nabij Helsingør, in het noorden van Seeland, waar hij eerder ook al vaak schilderde. In 1848, tijdens de Eerste Duits-Deense Oorlog, meldde hij zich aan voor militaire dienst, maar nog voor hij naar het front werd gestuurd kwam hij te overlijden na een ongelukkig schietincident, waarbij op grond van zijn depressieve geaardheid ook wel gesuggereerd is dat het zelfmoord betrof.
Werk van Lundbye is onder andere te zien in het Statens Museum for Kunst, de Ny Carlsberg Glyptotek, de Hirschsprungske Samling, het Thorvaldsens Museum en Ordrupgaard, allen te Kopenhagen, maar ook in het Louvre te Parijs en het Metropolitan Museum of Art te New York. Ook het Museum Paul Tetar van Elven bezit een werk van hem.

## Galerij

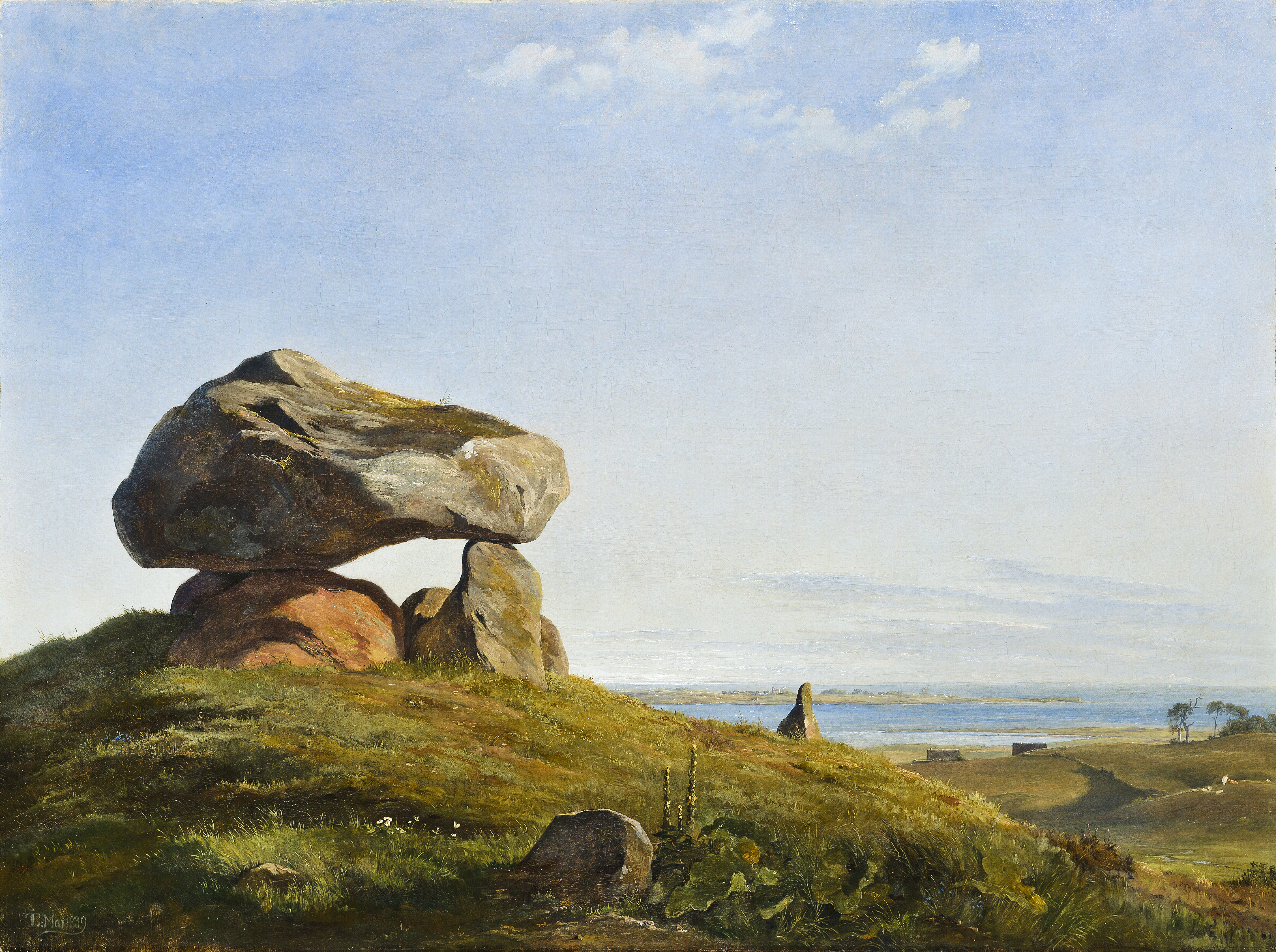
Hunebed bij Raklev op Refsnæs, 1839
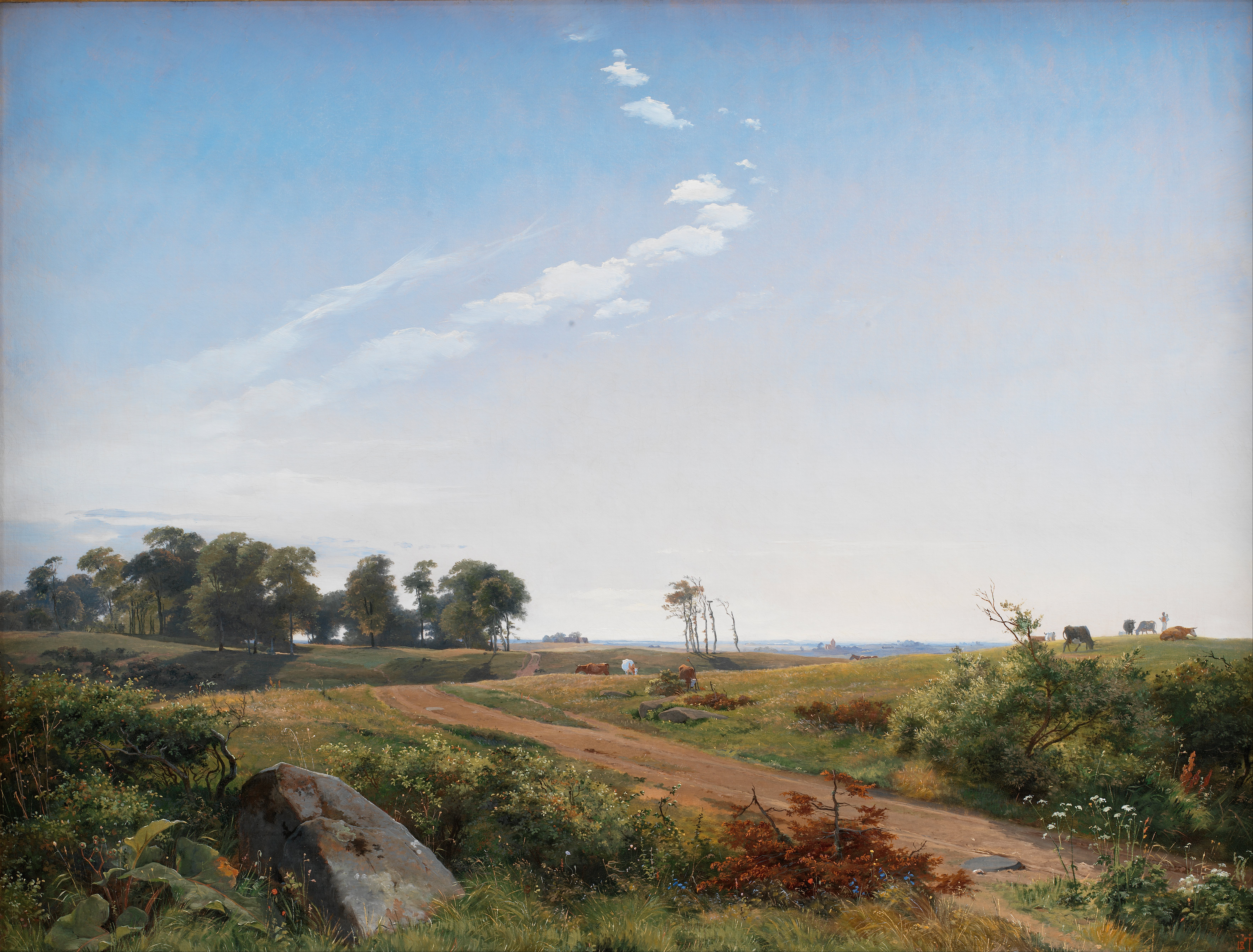
Open vlakte op Noord-Seeland, 1842
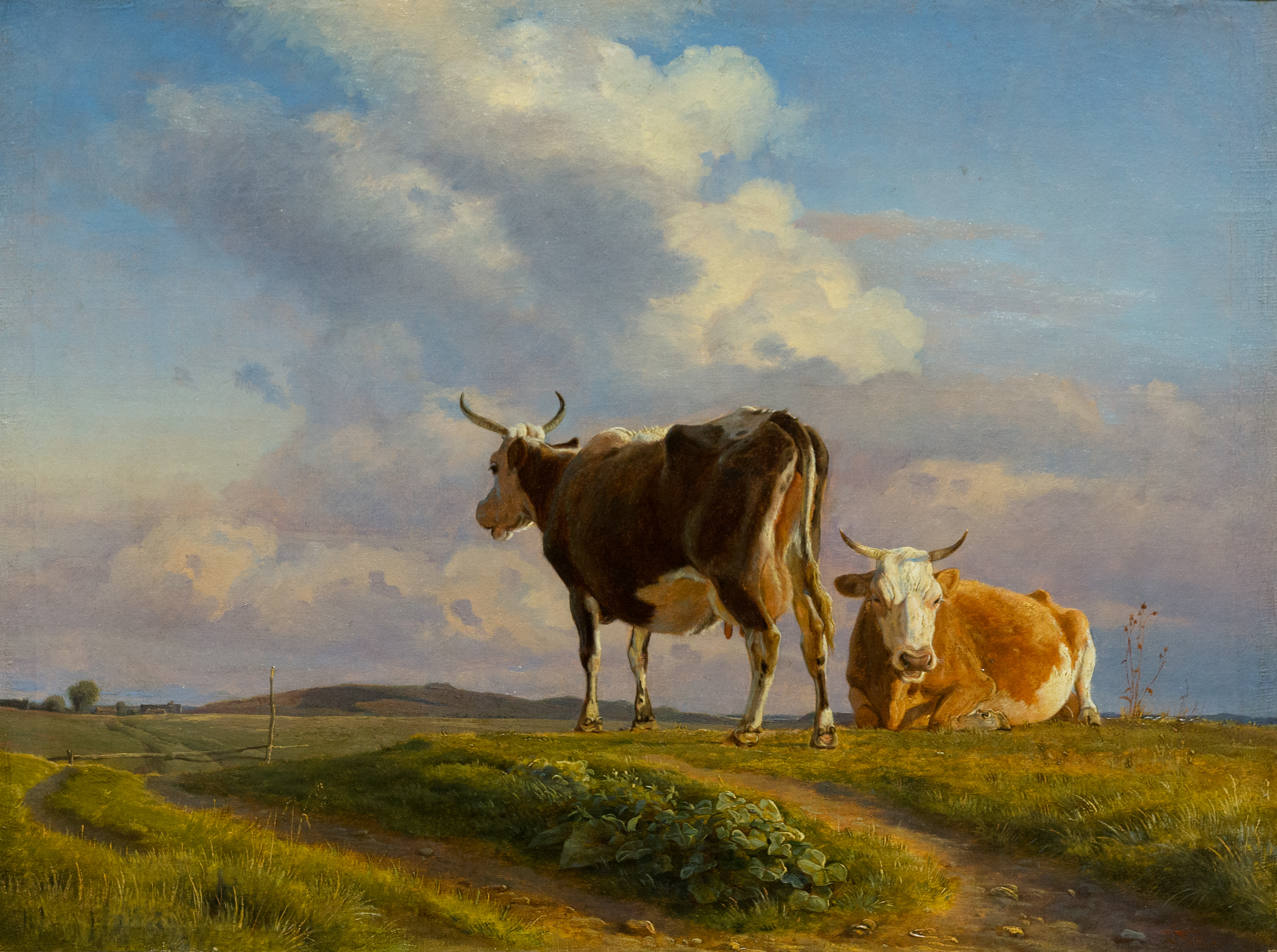
Twee koeien in een open land, 1845